# موریسون هتل (شیکاگو)
موریسون هتل یک آسمان‌خراش واقع در شیکاگو بود. ساخت آن در ۱۹۲۵ به پایان رسید. معمار این بنا Holabird & Roche است. تعداد طبقاتش ۴۵ است.
در سال ۱۹۶۵ تخریب گشت تا جایش برج چیس شیکاگو ساخته شود.